# 静岡県道254号掛川停車場線
静岡県道254号掛川停車場線（しずおかけんどう254ごう かけがわていしゃじょうせん）は静岡県掛川市の掛川駅から掛川に至る一般県道である。

## 概要

### 路線データ
- 起点 : 静岡県掛川市駅前（JR・天浜掛川駅）
- 終点 : 静岡県掛川市掛川・北門交差点（静岡県道415号日坂沢田線交点）

## 路線状況

### 重複区間
- 静岡県道37号掛川浜岡線（掛川市連雀・連雀西交差点 - 掛川市中町）

## 地理

### 交差する道路
- 静岡県道37号掛川浜岡線
- 静岡県道415号日坂沢田線